# Eleições autárquicas portuguesas de 2005 no distrito de Leiria
| Eleições autárquicas portuguesas de 2005 Distritos: Aveiro \| Beja \| Braga \| Bragança \| Castelo Branco \| Coimbra \| Évora \| Faro \| Guarda \| Leiria \| Lisboa \| Portalegre \| Porto \| Santarém \| Setúbal \| Viana do Castelo \| Vila Real \| Viseu \| Açores \| Madeira |

## Resultados por Concelho
Os resultados nos Concelhos do Distrito de Leiria foram os seguintes:

### Alcobaça
| Partido                 | Partido                        | Votos  | %               | +/-  | Vereadores | +/-     |
| ----------------------- | ------------------------------ | ------ | --------------- | ---- | ---------- | ------- |
|                         | Partido Social Democrata       | 16 185 | 55,08 / 100,00  | 8,19 | 5 / 7      | 1       |
|                         | Partido Socialista             | 5 031  | 17,12 / 100,00  | 6,38 | 1 / 7      | 1       |
|                         | Coligação Democrática Unitária | 4 694  | 15,98 / 100,00  | 6,21 | 1 / 7      | Estável |
|                         | Bloco de Esquerda              | 985    | 3,35 / 100,00   | -    | 0 / 7      | -       |
|                         | Partido Popular                | 835    | 2,84 / 100,00   | 0,49 | 0 / 7      | Estável |
| Votos Inválidos         | Votos Inválidos                | 1 653  | 5,63 / 100,00   | 1,54 |            |         |
| Total                   | Total                          | 29 383 | 100,00 / 100,00 |      | 7 / 7      |         |
| Eleitorado/Participação | Eleitorado/Participação        | 47 201 | 62,25 / 100,00  | 0,65 |            |         |

### Alvaiázere
| Partido                 | Partido                        | Votos | %               | +/-  | Vereadores | +/-     |
| ----------------------- | ------------------------------ | ----- | --------------- | ---- | ---------- | ------- |
|                         | Partido Social Democrata       | 3 074 | 63,63 / 100,00  | 9,39 | 4 / 5      | Estável |
|                         | Partido Socialista             | 1 056 | 21,86 / 100,00  | 0,33 | 1 / 5      | Estável |
|                         | Partido Popular                | 506   | 10,47 / 100,00  | -    | 0 / 5      | -       |
|                         | Coligação Democrática Unitária | 44    | 0,91 / 100,00   | 0,27 | 0 / 5      | Estável |
| Votos Inválidos         | Votos Inválidos                | 151   | 3,13 / 100,00   | 1,68 |            |         |
| Total                   | Total                          | 4 831 | 100,00 / 100,00 |      | 5 / 5      |         |
| Eleitorado/Participação | Eleitorado/Participação        | 7 399 | 65,29 / 100,00  | 1,49 |            |         |

### Ansião
| Partido                 | Partido                        | Votos  | %               | +/-  | Vereadores | +/-     |
| ----------------------- | ------------------------------ | ------ | --------------- | ---- | ---------- | ------- |
|                         | Partido Social Democrata       | 5 524  | 66,91 / 100,00  | 8,11 | 5 / 7      | Estável |
|                         | Partido Socialista             | 2 303  | 27,89 / 100,00  | 6,84 | 2 / 7      | Estável |
|                         | Coligação Democrática Unitária | 172    | 2,08 / 100,00   | 0,55 | 0 / 7      | Estável |
| Votos Inválidos         | Votos Inválidos                | 257    | 3,11 / 100,00   | 0,09 |            |         |
| Total                   | Total                          | 8 256  | 100,00 / 100,00 |      | 7 / 7      |         |
| Eleitorado/Participação | Eleitorado/Participação        | 12 223 | 67,54 / 100,00  | 0,29 |            |         |

### Batalha
| Partido                 | Partido                        | Votos  | %               | +/-  | Vereadores | +/-     |
| ----------------------- | ------------------------------ | ------ | --------------- | ---- | ---------- | ------- |
|                         | Partido Social Democrata       | 5 705  | 70,35 / 100,00  | 0,01 | 6 / 7      | Estável |
|                         | Partido Socialista             | 968    | 11,94 / 100,00  | 1,27 | 1 / 7      | 1       |
|                         | Partido Popular                | 832    | 10,26 / 100,00  | 2,75 | 0 / 7      | 1       |
|                         | Coligação Democrática Unitária | 124    | 1,53 / 100,00   | 0,50 | 0 / 7      | Estável |
| Votos Inválidos         | Votos Inválidos                | 481    | 5,93 / 100,00   | 1,01 |            |         |
| Total                   | Total                          | 8 110  | 100,00 / 100,00 |      | 7 / 7      |         |
| Eleitorado/Participação | Eleitorado/Participação        | 12 245 | 66,23 / 100,00  | 0,56 |            |         |

### Bombarral
| Partido                 | Partido                        | Votos  | %               | +/-   | Vereadores | +/-     |
| ----------------------- | ------------------------------ | ------ | --------------- | ----- | ---------- | ------- |
|                         | Partido Social Democrata       | 2 828  | 40,06 / 100,00  | 10,74 | 3 / 7      | 1       |
|                         | Partido Socialista             | 2 465  | 34,92 / 100,00  | 16,51 | 3 / 7      | 2       |
|                         | Coligação Democrática Unitária | 779    | 11,04 / 100,00  | 1,02  | 1 / 7      | Estável |
|                         | Partido Popular                | 642    | 9,09 / 100,00   | 3,71  | 0 / 7      | 1       |
| Votos Inválidos         | Votos Inválidos                | 345    | 4,89 / 100,00   | 1,38  |            |         |
| Total                   | Total                          | 7 059  | 100,00 / 100,00 |       | 7 / 7      |         |
| Eleitorado/Participação | Eleitorado/Participação        | 11 775 | 59,95 / 100,00  | 0,80  |            |         |

### Caldas da Rainha
| Partido                 | Partido                        | Votos  | %               | +/-  | Vereadores | +/-     |
| ----------------------- | ------------------------------ | ------ | --------------- | ---- | ---------- | ------- |
|                         | Partido Social Democrata       | 11 340 | 52,89 / 100,00  | 1,17 | 5 / 7      | Estável |
|                         | Partido Socialista             | 6 292  | 29,35 / 100,00  | 0,41 | 2 / 7      | Estável |
|                         | Coligação Democrática Unitária | 1 029  | 4,80 / 100,00   | 0,42 | 0 / 7      | Estável |
|                         | Partido Popular                | 950    | 4,43 / 100,00   | 1,81 | 0 / 7      | Estável |
|                         | Bloco de Esquerda              | 645    | 3,01 / 100,00   | 1,73 | 0 / 7      | Estável |
| Votos Inválidos         | Votos Inválidos                | 1 183  | 5,52 / 100,00   | 1,25 |            |         |
| Total                   | Total                          | 21 439 | 100,00 / 100,00 |      | 7 / 7      |         |
| Eleitorado/Participação | Eleitorado/Participação        | 39 862 | 53,78 / 100,00  | 4,18 |            |         |

### Castanheira de Pêra
| Partido                 | Partido                        | Votos | %               | +/-  | Vereadores | +/-     |
| ----------------------- | ------------------------------ | ----- | --------------- | ---- | ---------- | ------- |
|                         | Partido Socialista             | 1 416 | 55,73 / 100,00  | 5,06 | 3 / 5      | Estável |
|                         | Partido Social Democrata       | 1 023 | 40,26 / 100,00  | 7,40 | 2 / 5      | Estável |
|                         | Coligação Democrática Unitária | 25    | 0,98 / 100,00   | 1,15 | 0 / 5      | Estável |
| Votos Inválidos         | Votos Inválidos                | 77    | 3,03 / 100,00   | 1,18 |            |         |
| Total                   | Total                          | 2 541 | 100,00 / 100,00 |      | 5 / 5      |         |
| Eleitorado/Participação | Eleitorado/Participação        | 3 385 | 75,07 / 100,00  | 7,24 |            |         |

### Figueiró dos Vinhos
| Partido                 | Partido                        | Votos | %               | +/-   | Vereadores | +/-     |
| ----------------------- | ------------------------------ | ----- | --------------- | ----- | ---------- | ------- |
|                         | Partido Social Democrata       | 2 543 | 51,67 / 100,00  | 12,76 | 3 / 5      | 1       |
|                         | Partido Socialista             | 2 172 | 44,13 / 100,00  | 13,74 | 2 / 5      | 1       |
|                         | Coligação Democrática Unitária | 54    | 1,10 / 100,00   | 0,37  | 0 / 5      | Estável |
| Votos Inválidos         | Votos Inválidos                | 153   | 3,11 / 100,00   | 0,61  |            |         |
| Total                   | Total                          | 4 922 | 100,00 / 100,00 |       | 5 / 5      |         |
| Eleitorado/Participação | Eleitorado/Participação        | 6 545 | 75,20 / 100,00  | 0,50  |            |         |

### Leiria
| Partido                 | Partido                        | Votos  | %               | +/-   | Vereadores | +/-     |
| ----------------------- | ------------------------------ | ------ | --------------- | ----- | ---------- | ------- |
|                         | Partido Social Democrata       | 26 227 | 42,59 / 100,00  | 9,41  | 4 / 9      | 1       |
|                         | Partido Socialista             | 21 845 | 35,47 / 100,00  | 14,56 | 4 / 9      | 2       |
|                         | Partido Popular                | 5 744  | 9,33 / 100,00   | 0,39  | 1 / 9      | Estável |
|                         | Bloco de Esquerda              | 2 064  | 3,35 / 100,00   | 2,42  | 0 / 9      | Estável |
|                         | Coligação Democrática Unitária | 1 539  | 2,50 / 100,00   | 0,47  | 0 / 9      | Estável |
| Votos Inválidos         | Votos Inválidos                | 4 164  | 6,76 / 100,00   | 2,23  |            |         |
| Total                   | Total                          | 61 583 | 100,00 / 100,00 |       | 9 / 9      |         |
| Eleitorado/Participação | Eleitorado/Participação        | 99 267 | 62,04 / 100,00  | 0,66  |            |         |

### Marinha Grande
| Partido                 | Partido                        | Votos  | %               | +/-  | Vereadores | +/-     |
| ----------------------- | ------------------------------ | ------ | --------------- | ---- | ---------- | ------- |
|                         | Coligação Democrática Unitária | 6 480  | 38,74 / 100,00  | 2,64 | 3 / 7      | Estável |
|                         | Partido Socialista             | 6 092  | 36,42 / 100,00  | 1,77 | 3 / 7      | Estável |
|                         | Partido Social Democrata       | 1 929  | 11,53 / 100,00  | 3,76 | 1 / 7      | Estável |
|                         | Bloco de Esquerda              | 1 012  | 6,05 / 100,00   | 3,58 | 0 / 7      | Estável |
|                         | Partido Popular                | 294    | 1,76 / 100,00   | 0,99 | 0 / 7      | Estável |
| Votos Inválidos         | Votos Inválidos                | 922    | 5,51 / 100,00   | 0,30 |            |         |
| Total                   | Total                          | 16 729 | 100,00 / 100,00 |      | 7 / 7      |         |
| Eleitorado/Participação | Eleitorado/Participação        | 30 417 | 55,00 / 100,00  | 0,83 |            |         |

### Nazaré
| Partido                 | Partido                                | Votos  | %               | +/-   | Vereadores | +/-     |
| ----------------------- | -------------------------------------- | ------ | --------------- | ----- | ---------- | ------- |
|                         | Partido Social Democrata               | 3 357  | 42,44 / 100,00  | 5,12  | 3 / 7      | 1       |
|                         | Independentes Para Fazer Mais e Melhor | 1 889  | 23,88 / 100,00  | Novo  | 2 / 7      | Novo    |
|                         | Partido Socialista                     | 1 714  | 21,67 / 100,00  | 16,31 | 2 / 7      | 1       |
|                         | Coligação Democrática Unitária         | 367    | 4,64 / 100,00   | 1,75  | 0 / 7      | Estável |
|                         | Bloco de Esquerda                      | 254    | 3,21 / 100,00   | -     | 0 / 7      | -       |
| Votos Inválidos         | Votos Inválidos                        | 329    | 4,16 / 100,00   | 0,57  |            |         |
| Total                   | Total                                  | 7 910  | 100,00 / 100,00 |       | 7 / 7      |         |
| Eleitorado/Participação | Eleitorado/Participação                | 13 608 | 58,13 / 100,00  | 2,31  |            |         |

### Óbidos
| Partido                 | Partido                        | Votos | %               | +/-   | Vereadores | +/-     |
| ----------------------- | ------------------------------ | ----- | --------------- | ----- | ---------- | ------- |
|                         | Partido Social Democrata       | 4 233 | 68,96 / 100,00  | 19,03 | 4 / 5      | 1       |
|                         | Partido Socialista             | 1 425 | 23,22 / 100,00  | 20,50 | 1 / 5      | 1       |
|                         | Coligação Democrática Unitária | 171   | 2,79 / 100,00   | 0,91  | 0 / 5      | Estável |
|                         | Partido Popular                | 90    | 1,47 / 100,00   | 0,41  | 0 / 5      | Estável |
| Votos Inválidos         | Votos Inválidos                | 219   | 3,57 / 100,00   | 0,98  |            |         |
| Total                   | Total                          | 6 138 | 100,00 / 100,00 |       | 5 / 5      |         |
| Eleitorado/Participação | Eleitorado/Participação        | 9 974 | 61,54 / 100,00  | 1,66  |            |         |

### Pedrógão Grande
| Partido                 | Partido                        | Votos | %               | +/-   | Vereadores | +/-     |
| ----------------------- | ------------------------------ | ----- | --------------- | ----- | ---------- | ------- |
|                         | Partido Social Democrata       | 1 937 | 70,05 / 100,00  | 7,42  | 4 / 5      | 1       |
|                         | Partido Socialista             | 527   | 19,06 / 100,00  | 14,17 | 1 / 5      | 1       |
|                         | Todos por Pedrógão             | 166   | 6,00 / 100,00   | Novo  | 0 / 5      | Novo    |
|                         | Coligação Democrática Unitária | 29    | 1,05 / 100,00   | 0,06  | 0 / 5      | Estável |
| Votos Inválidos         | Votos Inválidos                | 106   | 3,83 / 100,00   | 0,68  |            |         |
| Total                   | Total                          | 2 765 | 100,00 / 100,00 |       | 5 / 5      |         |
| Eleitorado/Participação | Eleitorado/Participação        | 3 715 | 74,43 / 100,00  | 0,83  |            |         |

### Peniche
| Partido                 | Partido                        | Votos  | %               | +/-   | Vereadores | +/-     |
| ----------------------- | ------------------------------ | ------ | --------------- | ----- | ---------- | ------- |
|                         | Coligação Democrática Unitária | 4 727  | 38,27 / 100,00  | 8,92  | 3 / 7      | 1       |
|                         | Partido Socialista             | 3 548  | 28,72 / 100,00  | 10,70 | 2 / 7      | 1       |
|                         | Partido Social Democrata       | 3 362  | 27,22 / 100,00  | 2,11  | 2 / 7      | Estável |
|                         | Partido Popular                | 227    | 1,84 / 100,00   | 1,00  | 0 / 7      | Estável |
| Votos Inválidos         | Votos Inválidos                | 488    | 3,95 / 100,00   | 0,66  |            |         |
| Total                   | Total                          | 12 352 | 100,00 / 100,00 |       | 7 / 7      |         |
| Eleitorado/Participação | Eleitorado/Participação        | 22 798 | 54,18 / 100,00  | 3,33  |            |         |

### Pombal
| Partido                 | Partido                        | Votos  | %               | +/-  | Vereadores | +/-     |
| ----------------------- | ------------------------------ | ------ | --------------- | ---- | ---------- | ------- |
|                         | Partido Social Democrata       | 16 778 | 63,08 / 100,00  | 3,09 | 5 / 7      | Estável |
|                         | Partido Socialista             | 6 753  | 25,39 / 100,00  | 4,04 | 2 / 7      | Estável |
|                         | Partido Popular                | 854    | 3,21 / 100,00   | 0,89 | 0 / 7      | Estável |
|                         | Coligação Democrática Unitária | 560    | 2,11 / 100,00   | 0,15 | 0 / 7      | Estável |
|                         | Bloco de Esquerda              | 376    | 1,41 / 100,00   | -    | 0 / 7      | -       |
| Votos Inválidos         | Votos Inválidos                | 1 279  | 4,81 / 100,00   | 0,28 |            |         |
| Total                   | Total                          | 26 600 | 100,00 / 100,00 |      | 7 / 7      |         |
| Eleitorado/Participação | Eleitorado/Participação        | 47 081 | 56,50 / 100,00  | 2,73 |            |         |

### Porto de Mós
| Partido                 | Partido                        | Votos  | %               | +/-   | Vereadores | +/-     |
| ----------------------- | ------------------------------ | ------ | --------------- | ----- | ---------- | ------- |
|                         | Partido Socialista             | 6 515  | 47,92 / 100,00  | 22,98 | 4 / 7      | 2       |
|                         | Partido Social Democrata       | 5 625  | 41,37 / 100,00  | 18,54 | 3 / 7      | 2       |
|                         | Partido Popular                | 445    | 3,27 / 100,00   | 4,77  | 0 / 7      | Estável |
|                         | Coligação Democrática Unitária | 343    | 2,52 / 100,00   | 0,13  | 0 / 7      | Estável |
| Votos Inválidos         | Votos Inválidos                | 668    | 4,92 / 100,00   | 0,20  |            |         |
| Total                   | Total                          | 13 596 | 100,00 / 100,00 |       | 7 / 7      |         |
| Eleitorado/Participação | Eleitorado/Participação        | 19 881 | 68,39 / 100,00  | 3,98  |            |         |